# Xã Walnut, Quận Adair, Missouri
Xã Walnut (tiếng Anh: Walnut Township) là một xã thuộc quận Adair, tiểu bang Missouri, Hoa Kỳ. Năm 2010, dân số của xã này là 257 người.